# Il fornaretto di Venezia (pel·lícula de 1907)
Il fornaretto di Venezia és una pel·lícula italiana dirigida el 1907 per Mario Caserini. Aquesta pel·lícula muda en blanc i negre, que evoca la justícia implacable dels duxs a través de la condemna a mort equivocada d'un jove venecià, s'inspira en l'obra de Francesco Dall'Ongaro Il fornaretto (1846). Fou produït per la Società Italiana Cines.

## Sinopsi
Venècia, 1507. Sota el dogat de Leonardo Loredan, un jove forner, Pie(t)ro, es sorprès prop del cadàver d'Alvise Guoro, un noble conegut per la seva arrogància i afició per les dones casades. Detingut, va confessar sota tortura abans de ser condemnat a mort després d'un judici espectacle.

## Repartiment
- Ubaldo Maria Del Colle
- Fernanda Negri Pouget